# محمد بیاتی
محمد بیاتی بازیکن تیم ملی فوتبال در المپیک ۱۹۶۴ توکیو ژاپن بود که در یک مسابقه برای تیم ملی به میدان رفت. وی در رده باشگاهی برای نیروی هوایی و تاج تهران بازی کرده است. و برادر کوچکتر محمود بیاتی است. وی پس از کودتای ۲۸ مرداد به همراه تیم تاج تهران برای انجام چند مسابقه به ارمنستان، تفلیس و باکو دعوت شده بود و به شوروی رفت.